# 柴本浩行
柴本 浩行（しばもと ひろゆき、1955年12月18日 - ）は、日本の声優、俳優、歌手。愛知県丹羽郡岩倉町（現・岩倉市）出身。81プロデュース所属。
旧芸名は阿部 健太（あべ けんた）、柴本 広之（読み同じ）。また、声優業を始める以前は川口 亮（かわぐち りょう）、あべ ひろし、阿部 健多 名義で芸能活動を行っていた。

## 経歴
中学生の頃から歌が好きで、オーディション番組『スター誕生!』などへ応募。芸能雑誌の記事を見て『1972年第2回クラウン全国歌謡新人コンクール』に出場し優勝したのをきっかけに歌手になることを決心する。
上京してプロダクションMK企画に入社し16歳で芸能関係の仕事を始める。数ヶ月のレッスンを経て1973年春に発売したEPレコード『ぼくら青春』で歌手デビュー。テレビドラマや映画に出演するうち芝居に魅了され、1980年公演ミュージカル『アニーよ銃をとれ』（Annie Get Your Gun）のオーディションに受かり舞台にのめり込むようになる。
1984年12月、劇団四季のミュージカル『コーラスライン』のオーディションを受け外部からただ一人合格する。しかしたまたま受けた『機動戦士Ζガンダム』のオーディションにも合格してしまい、悩んだ末に稽古を続けていたコーラスラインを降板、未知の世界であるアニメを選び1985年放送の『Ζガンダム』で声優デビューを果たす。
現在も声優活動を続ける傍ら、81プロデュースや文化学院の講師として後進の育成にあたっている。

## 人物・エピソード
「クラウン全国歌謡新人コンクール」の地元の名古屋予選に友達と受けに行き、300人の応募の中から決勝へ進む3人のうちの一人に選ばれる。どうせ駄目だと思っていたので予選通過は予想外だった。その日はたまたま好きな陸上の練習がない日で、練習がある日だったらきっとコンクールの方へは行かなかったという。決勝大会で歌ったのは、クラウンの先輩石橋正次の『あなたは可愛い人だから』。B面なら誰も歌わないと思ったのが理由だった。会場には北島三郎・美川憲一・水前寺清子など大物歌手が顔を並べていたが、どうせ優勝などしないと思っていたので全くあがらなかった。しかしレコード初吹き込みの時はあがりにあがり、リズムを取っているのかと周りから思われるほど足が震えていた。
上京とともに東京都立小山台高等学校の定時制に編入。昼は芸能関係の仕事をし、夕方からはきちんと学校に登校していた。映画で共演した森田健作や和田アキ子から「学校だけは出るように」とアドバイスされ感激する。『時間ですよ』では浅田美代子の友達役で出演しデュエットも披露。収録では間違えて女風呂に入りヌードの女性軍を目の当たりにするハプニングに遭う。のちに芝居に傾倒するようになるが、デビュー当時はあくまで本業は歌手であり、テレビタレントとして見られるのは本意ではなかった。
コーラスラインのオーディションを受けたのと同じころ、三ツ矢雄二らの発足した劇団プロジェクトレヴューが旗揚げ公演に際し「そこそこ二枚目」の男優を探していた。候補の一人としてメンバーが過去に共演したことのある柴本の名が挙がり出演が決定。そこで相手役の田中真弓と出会う。田中は稽古を続けるうち柴本の人柄に惹かれていったが、柴本は初対面からしばらくずっと「こういう人とはお付き合いしないだろうな」という印象が続いていた。公演終了後も柴本は劇団員として行動をともにするようになり、田中の思いを知った仲間の後押しもあって二人は何度かデートを重ねた。ある日、田中を案じる三ツ矢は二人のはっきりしない関係を見かね、仲間と食べに行った先で柴本に田中のことをどうするのか問いかけた。突然のことに驚いた柴本はびっくりした拍子に田中と一緒になるとの一言を思わず口にした。このことから柴本は仲間内で「ボランティア健ちゃん」と呼ばれるようになる。
田中とは1985年12月25日に結婚、翌1986年11月2日一児をもうける。81プロデュースに移籍する前は一時期夫婦でNABEYAに所属していた。のちに離婚するが、夫婦になる前から現在まで多数のデュエットや共演がある。1988年に田中と仲間が結成した劇団「おっ、ぺれった」には柴本も振り付けや演出家として参加している。田中と離婚後、柴本は別の女性と再婚するが再び離婚しており、その後田中と復縁した。
声種はバリトン。
尊敬する歌手は布施明、堺正章。
趣味・特技は器械体操、サッカー。
芸名については『ジ・アニメ』1986年1月号の田中真弓と結婚した記事で「更に飛躍をするため改名したい」という強い希望があり、『ジ・アニメ』の読者にその名前を付けてもらおうと、募集された『阿部健太改名募集』で決まったもの。苗字の「柴本」は埼玉県川越市出身の人物と大阪府泉南市出身の人物が書いてくれたもので、投書の中から、今までにない感じでヤボったくないイメージで選んだ。まず字画で選考していたところ、貰った名前は全てダメであった。この時点で妻の田中は当選した大阪府泉南市出身の人物が第一案に挙げていた「本丸風太」を推していた。名前は再び字画にこだわり「“柴本”に合う」ということで浮かび挙がったのが「裕行」で3時間くらい考えただけで出てきた。しかし「少し重たい感じがしていた」ということで再考し、今度は少しばかり長く5日間考えて「広之」に決定したという。結局のところ全部で30くらいの名前を書き出していたようであったが、総体的な印象としては、「意外に苦労せずに、割合ストレートに結論が出た感じ」とのこと。

## 出演
太字はメインキャラクター。

### テレビドラマ
- 時間ですよ 第3シリーズ（1973年、TBS） - 佳男 役
- 月曜スター劇場 おしろい花（1974年、NTV） - とんかつ屋の見習い 役
- 火曜劇場 夏の影（1975年、NTV）
- ひまわりの詩（1975年 - 1976年、NTV）
- 熱中時代刑事編 第22話「七つの顏の悪党」（1979年、NTV） - 若い男
- バトルフィーバーJ 第42話「電気人間愛の火花」（1979年、ANB） - 関根功 役
- Gメン'75 （1980年、TBS）
  - 第246話「女子大学入試殺人事件」 − 原秀人
  - 第262話「真夜中の偽装殺人」 − 大川真次
- 特捜最前線 第145話「凶器が歩く街!」（1980年、ANB）
- 仮面ライダー 第34話「危うしスカイライダー!やって来たぞ風見志郎!!」・第35話「風見先輩!タコギャングはオレがやる!!」（1980年、TBS） − ケンタ

### 映画
- としごろ（1973年、松竹 / 透）
- 男じゃないか 闘志満々（1973年、松竹 / 拳闘部員）

### テレビアニメ
1985年
- 機動戦士Ζガンダム（アポリー・ベイ、トーレス）
- 忍者戦士飛影（サラス、乗員、所員A 他）

1986年
- 機動戦士ガンダムΖΖ（トーレス、クレーユ・オーイ）
- めぞん一刻（配達員、駅のアナウンス）

1987年
- エスパー魔美（1987年 - 1989年、高畑和夫）
- 機甲戦記ドラグナー（ケニー・ダンカン）
- ドラえもん（テレビ朝日版第1期）（肉屋）

1988年
- F-エフ（車の男、教習所アナウンス）
- 小公子セディ（ディック・ティプトン）

1989年
- アイドル伝説えり子（大沢洋、永一）
- ジャングル大帝（1989年）（ラジオの声、森の動物）
- 藤子・F・不二雄アニメスペシャル SFアドベンチャー T・Pぼん（白石鉄男）

1990年
- アイドル天使ようこそようこ（アナウンサー）
- からくり剣豪伝ムサシロード（又三）
- キャッ党忍伝てやんでえ（風のレッカア）
- それいけ!アンパンマン（1990年 - 2022年、めざましくん〈初代〉、ホワイトペッパー〈初代〉、カン太郎、ヨウガンリュウ〈初代〉、れんこんまん〈2代目〉、オルゴールマン〈代役〉、かいじゅうモカ〈3代目→7代目〉）
- 藤子不二雄Aの夢魔子（社員D、敵B、春彦）

1991年
- ジャンケンマン（ネンドン）
- 燃えろ!トップストライカー（リカルド）

1992年
- あしたへフリーキック（ルーガー・ペーター）
- お〜い!竜馬
- クレヨンしんちゃん（1992年 - 2011年、男性A、チャッピー）
- ママは小学4年生（みらいのパパ / 未来の大介）

1993年
- 機動戦士Vガンダム（カズー・ミウラ）
- ポコニャン!
- 無責任艦長タイラー（アンドレセン）

1994年
- 機動武闘伝Gガンダム（セイット）
- ゴールFH
- 覇王大系リューナイト（兵士A）
- BLUE SEED（アナウンサー 他）

1995年
- あずきちゃん（塾の先生）
- アリス探偵局（ブチオ、商人）

1996年
- 怪傑ゾロ（兵士、サンチョ）
- ガンバリスト!駿（斉藤栄）
- 名犬ラッシー（ウォルター）
- るろうに剣心 -明治剣客浪漫譚-（安斎十郎兵）

1997年
- 救命戦士ナノセイバー（友希の父、ゲートキーパー）
- 爆走兄弟レッツ&ゴー!!WGP（ゾーラ）

1998年
- 太陽の子エステバン（トハカ）※BS放送版
- 超魔神英雄伝ワタル（トイノドン）

1999年
- ジバクくん（ブラウ）
- 超速スピナー（司会者）

2000年
- 機巧奇傳ヒヲウ戦記（工次）

2001年
- だいすき!ぶぶチャチャ（ちい兄ちゃん）
- 探偵少年カゲマン（ミイラ）
- 名探偵コナン（2001年 - 2013年、雨森雅也、加藤彰、庵野、榎本杉人、西澤聡）

2002年
- わがまま☆フェアリー ミルモでポン!（塔の妖精）

2003年
- プラネテス（シアの父親）

2005年
- ガラスの仮面（2005年）（担任教師）
- 交響詩篇エウレカセブン（短波ラジオアナ）

2006年
- きらりん☆レボリューション（長田打佐男）
- シルクロード少年 ユート（陰絵師）
- ぜんまいざむらい（チャイナーベ、辛島辛右衛門、まねざえもん）
- まじめにふまじめ かいけつゾロリ（父親）

2007年
- D.Gray-man（黒の教団・室長C）

2009年
- ご姉弟物語（久慈菅男）

2014年
- Wake Up, Girls!（藍里の父）

2015年
- ドラえもん（テレビ朝日版第2期）（2015年 - 2019年、一郎、茂手内、女の子の兄、運転手）

2023年
- UniteUp!（2023年 - 2025年、原田、鈴木） - 2シリーズ

### 劇場アニメ
- ドラえもん のび太と竜の騎士（1987年、地底人E）
- バリバリ伝説
- プロゴルファー猿 甲賀秘境!影の忍法ゴルファー参上（1987年、カラス）
- エスパー魔美 星空のダンシングドール（1988年、高畑和夫）
- 機動戦士ガンダム 逆襲のシャア（1988年、オペレーター）
- のび太の結婚前夜（1999年、高木さん）
- 機動戦士Ζガンダム A New Translation（2005年 - 2006年、トーレス）
- 交響詩篇エウレカセブン ハイエボリューション1（2017年、短波ラジオアナ）

### OVA
1986年
- ザ・超女（ゴキブリ）
- バリバリ伝説 PART I 筑波編（ライダーB）
- バリバリ伝説 PART II 鈴鹿編

1987年
- 魔龍戦紀（山下）
- 魔境外伝レディウス（物売りB）
- レリックアーマーLEGACIAM

1988年
- 機甲猟兵メロウリンク（コビニーチン）

1990年
- BE-BOP-HIGHSCHOOL（中学生C、天保工業不良D）
- 風魔の小次郎 聖剣戦争篇（羅沙亜）

1991年
- 柔道部物語（岡）

1992年
- 間の楔完結編（エニフ）
- 甲竜伝説ヴィルガスト（モンスターC）
- チャイナさんの憂鬱 The Spirit of Wonder（ジム）
- D-1 DEVASTATOR激闘編（オペレーター）
- ぷりんせすARMY ウェディング☆COMBAT（愛田彰）

1993年
- オフサイド（田中）
- ジェノサイバー 虚界の魔獣
- 特捜戦車隊ドミニオン（アル・ク・アド・ソルテ）
- 横浜ばっくれ隊（寿七郎）

1994年
- おいら宇宙の探鉱夫（作業員A）
- コズミック・ファンタジー 銀河女豹の罠（店員）
- TYLOR The Irresponsible Captain AN EXCEPTIONAL EPISODE ひとりぼっちの戦争 Tylor's War （アンドレセン中尉）

1995年
- 無責任艦長タイラー（TYLOR The Irresponsible Captain） （アンドレセン中尉）

1996年
- ミュータント・タートルズ 超人伝説編（ラファエロ）
- Lesson XX（高橋）

2000年
- 銀河英雄伝説外伝 螺旋迷宮（キーツ中将）

2001年
- さばくの国の王女さま

2010年
- さばくの宝の城（金峰）

2011年
- 名探偵コナン ロンドンからの秘指令（黒川耀司）

### ゲーム
1997年
- 天外魔境 第四の黙示録（ビリー・クリントン）

1998年
- 新世代ロボット戦記ブレイブサーガ（逢坂まさる）

1999年
- スーパーロボット大戦コンプリートボックス（アポリー・ベイ）
- 電車でGO!プロフェッショナル仕様（運転士・駅放送）
- 電車でGO!2高速編（乗客）

2000年
- スーパーロボット大戦α（アポリー・ベイ、トーレス）
- ブレイブサーガ2（逢坂まさる）

2001年
- スーパーロボット大戦α外伝（トーレス）

2002年
- SDガンダム GGENERATION（2002年 - 2016年、トーレス、ハイジャッカー 他） - 5作品

2003年
- 第2次スーパーロボット大戦α（トーレス）
- スーパーロボット大戦α/α for Dreamcast（アポリー・ベイ、トーレス）

2004年
- スーパーロボット大戦MX / MXポータブル（2004年 - 2005年、トーレス） - 2作品

2005年
- 第3次スーパーロボット大戦α 終焉の銀河へ（トーレス）

2006年
- エウレカセブン NEW VISION（短波ラジオアナ）
- 機動戦士ガンダム クライマックスU.C.（アポリー・ベイ、トーレス、ジオン兵A、クロスボーン士官A）

2007年
- ガンダム無双（トーレス）
- スーパーロボット大戦α外伝（トーレス）

2008年
- ガンダム無双2（トーレス）
- スーパーロボット大戦Z（トーレス）

2010年
- Another Century's Episode:R（トーレス）

### 吹き替え

#### 映画
- アルテミシア（フルビオ）
- ヴァキューミング（ピート〈マイケル・ベグリー〉）
- エブリバディ・ラブズ・サンシャイン（スパイダー）
- 少林寺 怒りの大地（ヒュイニェン〈ユー・ロングァン〉）※TV放送版
- シンデレラ・ボーイ（R・J）
- ダーティハリー4
- ダンボドロップ大作戦（アッシュフォード〈ダグ・E・ダグ〉）
- デモリションマン（2032年の地上の住民）※テレビ朝日版
- デルタフォース2（米軍特殊部隊兵士）
- ベスト・キッド※DVD版
- ミミック（ジェレミー〈ノーマン・リーダス〉）※テレビ東京版
- ミュータント・ニンジャタートルズ3（ラファエロ）
- メイド・イン・アメリカ（ジェームズ）※バージョン不明
- メンフィス・ベル（ユージーン）
- 勇気あるもの（ベニーテツ〈リロ・ブランカトー・Jr〉）
- ラスト・アクション・ヒーロー（チンピラ、警官）※フジテレビ版（デラックスエディションBlu-ray収録）
- ロボフォース 鉄甲無敵マリア（T・Q・チェン〈トニー・レオン〉）

#### ドラマ
- アレグラの扉（リード&フルーギー）
- ER緊急救命室（ワーデル）第7シリーズ第150話
- シャクルトン 南極海漂流からの生還（南極海からの脱出）（ヒューバート・T・ハドソン航海長〈ジョン・ドゥーリー〉）
- 新・刑事コロンボシリーズ
  - 犯罪警報（ルイス巡査）
  - 影なき殺人者（技術者）
  - 初夜に消えた花嫁（デニス・マローニ刑事）
- 新・フェーム（ブルーノ・マーテリィ〈リー・キュレーリー〉）
- スタートレック:ヴォイジャー（EMH-2）
- SEX AND THE CITY
- ドクタークイン 大西部の女医物語（アンドルー・クック）
- ハイスクール・ウルフ（ルーベン）第2話
- ハット・スクワッド 帽子の騎士たち（WOWOW）
- ピッツバーグ警察日記 第1シリーズ第2、6、12話
- ビバリーヒルズ高校白書
- プロビデンス第2シリーズ第26話
- メルローズプレイス（マット〈ダグ・サバント〉）※〜第四シーズン
- 愉快なシーバー家 第159話
- ローレンスビル高校物語（ノラ公ラゼル）

#### テレビ番組
- コスビー・ショー（コキブリ「ウォルター」）
- バーニー&フレンズ（スクーター）

#### アニメ
- アイアンマン（ゴースト）
- アニマニアックス（スピルバーグ）
- アラジンの大冒険（夫）
- X-MEN
- おさるのジョージ（ルイス、ミスターP）
- キャッツ&カンパニー
- ザ・シンプソンズ（スティーブ・サックス 他）
- ガジェット警部
- マドレーヌといっしょに（クイン）
- ミュータント・タートルズシリーズ
  - ミュータント・タートルズ（1993年 - 1995年、ラファエロ）※テレビ東京版
  - ミュータント・タートルズ（2次元アニメ世界のラファエロ）※2012年版

### ボイスオーバー
- 日曜美術館

### 特撮
1998年
- テツワン探偵ロボタック（ダークローの声）
- テツワン探偵ロボタック&カブタック 不思議の国の大冒険（ダークローの声）

2001年
- 仮面ライダーアギト（スネークロード / アングィス・マスクルスの声、ゼブラロード / エクウス・ノクティスの声、ゼブラロード / エクウス・ディエスの声、フィッシュロード / ピスキス・セラトゥスの声、ジャッカルロード / スケロス・グラウクスの声）
- 劇場版 仮面ライダーアギト PROJECT G4（フォルミカ・エクエスの声）

2002年
- 仮面ライダー龍騎（ギガゼールの声、シアゴーストの声、レイドラグーンの声）
- 劇場版 仮面ライダー龍騎 EPISODE FINAL（シアゴーストの声、レイドラグーンの声）
- 忍風戦隊ハリケンジャー（霧吐き忍者キリキリマイ師の声）

2003年
- 爆竜戦隊アバレンジャー（ギャラクシアンイグレックの声）

2004年
- 特捜戦隊デカレンジャー（スマスリーナ星人ニカレーダの声）

2007年
- 獣拳戦隊ゲキレンジャー（シュエンの声）

### テレビ番組
- いないいないばあっ!（ハミガキマン）
- インタビューに挑戦 しらべてまとめて伝えよう（1999年特番 / 所長）
- 科学大好き土よう塾（ナレーション）
- 世界がともだち（ナレーション）
- 地球たべもの大百科（イート）
- 天才てれびくん TVパラダイス（ナレーション）
- 天才てれびくん内ミニドラマ 妖怪すくらんぶる（ジレン魔）
- 天才てれびくんMAX 全国緊急ボランティア48（ナレーション）
- ひとりでできるもん!どきドキキッチン（ダ・ヨーン）

### 実写（顔出し）
- VHS 魔神英雄伝ワタル W復活祭 60分間世界一周（1993年 / 行灯の魔神、振付）
- VHS Let’s ボディ・パーカッション〜ボディパで歌おう〜（2004年 / 表現指導）
- 無責任艦長タイラー（1992年 - 1995年 / つくし哲也、コメ宏、インタビュー）
  - TV版レンタルビデオR1・3〜7
  - 情報抜け駆け編（『NEWS23』のパロディ「NEWS023（おにいさん）」など）
  - 特別編な情報版
  - オープニング・セレモニー

### 人形劇
- ウォンブルズ（オリノコ）
- ざわざわ森のがんこちゃん（かっぱのラッパー〈初代〉）
- バケルノ小学校ヒュードロ組（のっぺらさん、ミーコのばあや）

### CD・ボーカル
- 間の楔 DARK-EROGENOUS（エニフ）
- 宇宙英雄物語
- 千葉繁・石原慎一 業界蟻地獄
- サクヤ×アヤセシリーズ 標的 ※カセット（サクヤ）
- CDシアター ドラゴンクエストIV（オーリン）
- タクミくんシリーズ そして春風にささやいて（サン出版） ※カセット（吉沢道雄）
- タクミくんシリーズ そして春風にささやいて（角川書店）（吉沢道雄）
- チャイナさんの逆襲（ジム・フロイド / ドラマ＆ボーカル）
- ディスク・ミュージカル ジミーとジョアン（カンパニー）
- テツワン探偵ロボタック EDテーマ「いいじゃない」
- 天空戦記シュラト3 八部衆外伝 ※カセット（松本隆一）
- 少女コミックCDブック東京ジュリエット（みのりの父）
- Rock'n Baseball（梶 瑞穂）
- 無責任艦長タイラー（アンドレセン中尉）
  - MUSIC FILE 4 我田引水（ドラマ＆ボーカル）
  - MUSIC FILE 8 百花繚乱（ボーカル）
  - SOUND NOTE 2 DELIGHTFUL（ドラマ）
  - 非売品 無責任CDシングル6（ドラマ「忘れじの雨に唱えば」）
  - 非売品 無責任CD3「おめで鯛からおめでとう」ほぼ卒業記念盤（ドラマ発掘!?「男たちの香り」）
  - 非売品 おたのしみシングルCD1（新銀河無責任シアター「乙女座の怪人」）

幼年向け
- いないいないばあっ!（ハミガキマン）
- 運動会用CD、手あそび歌あそび、他（多数）
- こどものうた 「きのこの唄（ホクトCMソング）」
- ひとりでできるもん!どきドキキッチン 「おさかなSHIPホップ」
- PriPri年間購読契約特典CD（あそび歌多数）
- 株式会社メイト発売教材オペレッタ（多数）

EPレコード（歌手デビューシングル）
- 「ぼくら青春／明日じゃ遅すぎる」
  - 作詞：小谷夏 / 作曲：森田公一 / 編曲：青木望、小杉仁三 ※クラウンレコードより1973年発売

### 舞台
- ドラマティックカンパニー公演 ハッピーライド'06［2006］（振付）
- おかあさんといっしょファミリーコンサート ドキドキ!!みんなの宇宙旅行［2005］（演出・振付・声の出演）
- ミュージカル サンリオピューロランド ハローキティドリームレビュー2 〜夢のコンサート〜［2002］ （アメリカ大統領の声）
- 鈴置洋孝プロデュース公演 煙が目にしみる［1997］（演出助手）
- 東京ディズニーランドショー［1990］（振付）
- サンバードミュージカル公演 グリース［1988］
- 新宿コマ劇場 アニーよ銃をとれ［1980］（出演）
- 労音公演 死神
- 劇団おっ、ぺ れった公演作品（演出、振付）
- 劇団プロジェクトレヴュー公演作品
- 二期会オペラ

### その他コンテンツ
- NHKラジオ ことばの教室（お兄さん）
- TVゲームラジオンズ内 月刊ゲームオンCM（声の出演）
- VHS しまじろうのわくわくミュージカル（歌・声の出演）
- ベネッセ こどもちゃれんじ教材（声の出演）
- Let’s ボディ・パーカッション〜ボディパで歌おう〜（ナレーション）
  - Vol.1〈基礎編〉ボディパで音づくり・歌づくり 〜 ぼくも私も楽器だ!
  - Vol.3〈応用編〉いろんなボディパ 〜 これがボディパだ!

## 音響監督
- 極上!!めちゃモテ委員長（2009年 - 2011年、テレビアニメ）

### シリーズ一覧
1. ↑  第1期（2023年）、第2期『-Uni:Birth-』（2025年）
2. ↑  『NEO』（2002年）、『SEED』（2004年）、『SPIRITS』（2007年）、『WARS』（2009年）、『GENESIS』（2016年）

### 初出話一覧
1. ↑  第9話初出
2. ↑  第1期 第1話初出
3. ↑  第2期 第9話初出